# 뭉케 테무르 칸
뭉케 테무르(몽골어: ᠮᠦᠨᠺᠬ
ᠲᠡᠮᠦᠷ Möngke Temür, 페르시아어: تيمور مونككه Mūnkka Tīmūr 1245년 ~ 1280년)는 주치 울루스의 제4대 칸(재위: 1266년 ~ 1280년)이다. 그는 토코칸 칸과 오이라트 여인 불카 우진의 아들이자 바투 칸의 손자로, 바투 울루스를 지배하였다.
1266년 베르케는 훌라구의 아들 아바카와 전투 중 사망하였고, 그의 조카인 뭉케 테무르가 그를 이어 칸 자리를 계승했다.
차가다이 울루스의 칸이 바락으로 교체되자 카이두는 다시 원정에 나섰다. 카이두는 주치 울루스의 뭉케 티무르의 지원을 받아 차가다이 울루스를 침입하여 시르다라 강 근처와 코잔드에서 벌어진 두 번의 전투를 승리로 이끌었다. 이 두 번의 전투에서 패한 바락은 트란속시아나로 도망친 뒤 사마르칸트와 부하라를 약탈하여 군대를 다시 모았다.
바락의 격렬한 저항으로 전쟁이 장기화될 기미를 보이자 카이두는 배후의 쿠빌라이 카안이 침입해올 것을 염려해 바락과 강화를 체결하고 자신의 영역으로 돌아갔다. 강화의 결과 카이두와 뭉케 테무르가 트란속시아나의 3분의 1을 차지하게 됐으며 카이두는 차가다이 울루스가 소유하고 있던 투르키스탄 거의 대부분을 차지하게 됐다. 하지만 카이두는 강화에서의 약속대로 이 땅을 뭉케 테무르에게 주지 않고 자신의 분봉지로 병합시켰다.
강화는 체결되었지만 바락은 이 강화에 만족하지 못했다. 그는 부하라를 재정복하려 했으며 사마르칸트를 약탈하려고도 했다. 카이두는 바락의 이러한 불만을 이용하여 바락에게 아바카가 다스리고 있는 훌레구 울루스를 공격할 것을 종용했다. 바락은 훌레구 울루스를 공격하라는 제의에 쉽게 응하여 훌레구 울루스를 공격할 준비에 나섰다. 이에 카이두는 자신의 아들인 차파르가 이끄는 군대를 지원했으며 주치 울루스 역시 군대를 지원했다. 주치 울루스 카이두의 지원을 받은 바락은 아바카 휘하의 장수인 테구데르에게 반란을 일으키게 한 뒤 군대를 일으켜 호라산에서 훌레구 울루스의 군대를 격파했다.
하지만 주치 울루스와 카이두는 바락의 성공을 탐탁지 않게 여기고 있었다. 이 때문에 주치 울루스의 군대는 바락 휘하의 장군인 잘라이르타이(Jalayirtai)와의 언쟁을 구실삼아 군대를 퇴각시켰다. 바락은 잘라이르타이를 보내 주치 울루스 군대에 용서를 구하고 복귀할 것을 설득했지만 허사였다. 주치 울루스의 군대가 떠나자 카이두가 보낸 차파르 역시 자신의 군대를 버리고 도망쳐 귀환해버렸다.
1280년 뭉케 테무르는 목에 생긴 수포로 죽었고, 동생인 투다멩구가 칸 자리를 계승했다.
| 전임 베르케 칸 | 제4대 주치 울루스 칸 1266년~1280년 | 후임 투다멩구 칸 |

## 같이 보기
- 쿠빌라이-카이두 전쟁